# Lashtū
Lashtū är en ort i Iran.   Den ligger i provinsen Mazandaran, i den norra delen av landet, 140 km norr om huvudstaden Teheran. Lashtū ligger 22 meter över havet och antalet invånare är 430.
Terrängen runt Lashtū är varierad.Runt Lashtū är det ganska tätbefolkat, med 116 invånare per kvadratkilometer. Närmaste större samhälle är Tonekābon, 7,2 km öster om Lashtū. I omgivningarna runt Lashtū växer i huvudsak blandskog.